# Gioacchino Rasponi
Gioacchino Rasponi Murat (Trieste, 8 maggio 1829 – Forlimpopoli, 10 settembre 1877) è stato un politico e patriota italiano.

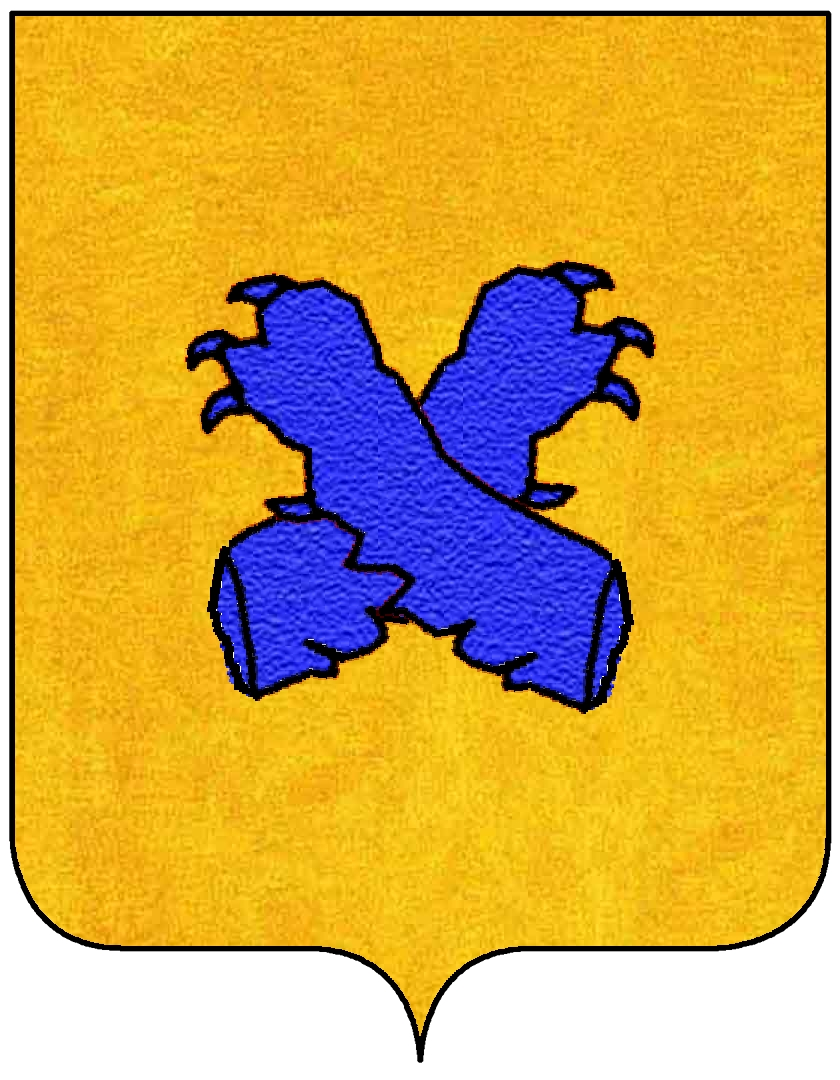
Stemma Rasponi

Era il figlio primogenito del conte Giulio Rasponi e della principessa Luisa Giulia Murat, a sua volta figlia di Gioacchino Murat e di Carolina Bonaparte, sorella di Napoleone.

## Biografia
Nel 1858 sposò la principessa Costanza Ghica, appartenente ad una famiglia di magnati romeni originari d'Albania (il padre della sposa, Costantino,  era il Grande Gospodaro della Valacchia). Dalla loro unione, fortemente voluta dal cugino Napoleone III per rafforzare l'alleanza francese nell'area balcanica, nacquero cinque figli:
- Luisa (1859 - 1919)
- Gioacchino (1861 - 1868)
- Giulio Rasponi (1863 - 1916), erede del titolo
- Raspone (1872 - 1890)
- Eugenia (1873 - 1958)

Fu sindaco di Ravenna dal 1863 al 1865, e nel 1873, anno in cui fu nominato prefetto di Palermo. L'anno seguente tornò a Ravenna dove fondò il Monitore delle Romagne, giornale di ispirazione progressista. Già presidente della Società Operaia di Mutuo Soccorso Maschile, nel 1874 istituì una Società Operaia di Mutuo Soccorso Femminile, una delle prime in Italia.
Ricoprì i ruoli di Deputato di Ferrara al Parlamento del Regno d'Italia, Vice Presidente della Camera dei deputati.
Massone, non si sa dove e quando è stato iniziato, ma fu eletto membro del Grande Oriente d'Italia alla Costituente massonica di Napoli del 21 giugno 1867 e da quell'anno al 1872 fu Maestro venerabile della Loggia Dante Alighieri di Ravenna.]
Deceduto a soli 48 anni, i suoi resti sono custoditi nella tomba di famiglia a Mezzano.
Una delle vie del centro storico di Ravenna è intitolata alla sua memoria.
Francesco Tarducci, scrittore e storico italiano, fu precettore dei suoi figli.

## Elezioni
Venne eletto deputato alla Camera dei deputati del Regno di Sardegna e alla Camera dei deputati del Regno d'Italia per i collegi di Ravenna, Fano, Ferrara, Osimo in diverse legislature:
- VII: eletto nell'elezione generale del 25 marzo 1860 nel collegio di Ravenna II (Ravenna), con voti 177 su 225 votanti
- VIII: viene eletto nel ballottaggio del 3 febbraio 1861 sia nel collegio di Fano (Pesaro e Urbino), con voti 118 su 138 votanti, che nel collegio di Ravenna I (Ravenna), con voti 234 su 312 votanti. Viene sorteggiato per il collegio di Ravenna e a rappresentare il collegio di Fano andrà a Gabrielangelo Gabrielli, eletto nelle suppletive.
- IX: eletto nel ballottaggio del 29 ottobre 1865 nel collegio di Ravenna I (Ravenna), con voti 231 su 372 votanti
- XI: eletto nell'elezione generale del 20 novembre 1870 nel collegio di Ravenna I (Ravenna), con voti 264 su 289 votanti
- XII: eletto nel ballottaggio suppletivo del 16 maggio 1875 nel collegio di Ferrara I (Ferrara), con voti 708 su 1171 votanti
- XIII: eletto nell'elezione generale del 5 novembre 1876 nel collegio di Osimo (Ancona), con voti 242 su 436 votanti